# Kanaküla
Kanaküla este o arie protejată (arie specială de conservare — SAC, sit de importanță comunitară — SCI) din Estonia întinsă pe o suprafață de 55,8 ha, integral pe uscat.

## Localizare
Centrul sitului Kanaküla este situat la coordonatele 58°16′30″N 25°11′02″E / 58.2749°N 25.1838°E.

## Înființare
Situl Kanaküla a fost declarat sit de importanță comunitară în aprilie 2004 pentru a proteja 2 specii de animale. Situl a fost protejat și ca arie specială de conservare în iunie 2005.

## Biodiversitate
Situată în ecoregiunea boreală, aria protejată conține 1 habitat natural: Taiga vestică.
La baza desemnării sitului se află mai multe specii protejate de  nevertebrate (2): Cucujus cinnaberinus, Xyletinus tremulicola.